# Margaret Corbin
Margaret Corbin, geborene Cochran, (* 12. November 1751 bei Chambersburg, heute Franklin County, Provinz Pennsylvania, Britisches Weltreich, heute Vereinigte Staaten; † 16. Januar 1800 in Highland Falls, New York, USA) ist die erste anerkannte und eine der wenigen namentlich bekannten Soldatinnen aus dem Amerikanischen Unabhängigkeitskrieg.

## Leben
Am 16. November 1776 verteidigten Margaret Corbin und ihr Mann John Corbin, beide aus Philadelphia, zusammen mit 600 weiteren amerikanischen Soldaten Fort Washington im nördlichen Manhattan gegen 4.000 Mann starke hessische Truppen unter britischem Kommando. Margaret und John bedienten eine der zwei Kanonen, über die die Verteidiger verfügten. Nachdem ihr Mann getötet worden war, übernahm Margaret allein. Sie reinigte, lud und feuerte die Kanone ab. Obwohl schwer verwundet, überlebte sie die Schlacht. Corbin erholte sich jedoch nie ganz von ihren Verletzungen; ihr linker Arm blieb gelähmt.
Schließlich erhielt sie eine Grabstelle auf dem West Point Cemetery.
Eine Tafel zur Erinnerung an ihr Heldentum wurde 1909 im Fort Tryon Park nahe dem Schauplatz der Schlacht angebracht. Der Parkeingang heißt ihr zu Ehren „Margaret Corbin Circle“. Ein großes Art-déco-Fresko, das die Schlacht darstellt, ziert die Lobby des nahe gelegenen Gebäudes 720 Fort Washington Avenue.
Ihre Taten während der Schlacht könnten zur Legende von „Molly Pitcher“ beigetragen haben.